# 佐竹義典
佐竹 義典（さたけ よしのり、文政6年3月4日（1823年4月14日） - 天保10年5月15日（1839年6月25日））は、久保田藩重臣佐竹東家18代目当主。相馬益胤の次男。初名は卓胤。通称は千葉寛次郎、寛三郎、山城。

## 経歴
天保8年（1837年）7月、佐竹東家の当主佐竹義致（養父佐竹義珍、実父佐竹義文）が死亡する。秋田藩佐竹家では、中村藩相馬家に養嗣子を求めた。その仲立ちとなった幕臣谷川可順は三人の候補者の情報を伝えている。千葉寛次郎（後の佐竹義典）は「しやんと被成候」性格、千葉亀三郎（後の佐竹義核）は「御静」なる性格、相馬兼次郎（後の佐竹義祚）は学問をよく学び、書や馬術も好んでいると伝えている。
結局、佐竹義典が養子に選ばれた。天保9年（1838年）10月24日、佐竹東家の当主佐竹義致の養子となる。10月25日中村を出発、11月6日秋田に到着する。天保10年（1839年）5月15日死去、17歳。佐竹東家の菩提寺である秋田・白馬寺に葬られた。